# Схемда
Схемда (нидерл. Scheemdaо файле) — бывший город на севере Нидерландов, в провинции Гронинген. С 1990 года по 2009 год город входил в состав общины Схемда, которая потом была упразднена, а территория общины с 1 января 2010 года вошла в состав новообразованной общины Олдамбт.